# 2008-as férfi kézilabda-Európa-bajnokság
A 2008-as férfi kézilabda-Európa-bajnokság volt a 8. kontinensviadal, melyet január 17. és 27. között rendeztek Norvégiában.
Hét csapat automatikusan kvalifikálta magát az Európa-bajnokságra. A címvédő (Franciaország), a házigazda (Norvégia), és az előző Európa-bajnokság 2–6. helyezettje (Spanyolország, Dánia, Horvátország, Németország, és Oroszország) selejtező nélkül került a főtáblára. A többi európai válogatottnak selejtezőt kellett játszania, és így alakult ki az Európa-bajnokságon részt vevő 16 csapat névsora.

## Helyszínek
Az Európa-bajnokság mérkőzéseinek öt norvég város adott otthont.
| Város       | Sportcsarnok          | Férőhely |
| ----------- | --------------------- | -------- |
| Stavanger   | Stavanger Idrettshall | 7000     |
| Drammen     | Drammenshallen        | 4200     |
| Bergen      | Haukelandshallen      | 4000     |
| Trondheim   | Trondheim Spektrum    | 4200     |
| Lillehammer | Håkons Hall           | 10 000   |

## Csoportkör
Az időpontok helyi idő szerint (UTC+1) értendők.

### A csoport
| Hely. | Csapat        | M | Gy | D | V | G+ | G– | Gk  | P | Továbbjutás |
| ----- | ------------- | - | -- | - | - | -- | -- | --- | - | ----------- |
| 1.    | Horvátország  | 3 | 3  | 0 | 0 | 91 | 77 | +14 | 6 | Középdöntő  |
| 2.    | Lengyelország | 3 | 2  | 0 | 1 | 93 | 89 | +4  | 4 | Középdöntő  |
| 3.    | Szlovénia     | 3 | 1  | 0 | 2 | 85 | 94 | −9  | 2 | Középdöntő  |
| 4.    | Csehország    | 3 | 0  | 0 | 3 | 88 | 97 | −9  | 0 |             |

| 2008. január 17. 18:15 | Szlovénia    | 34–32       | Csehország | Stavanger Idrettshall, Stavanger Nézőszám: 1000 Játékvezetők: Lemme, Ullrich (GER) |
| 2008. január 17. 18:15 | Kavtičnik 12 | (16–14)     | Filip 10   | Stavanger Idrettshall, Stavanger Nézőszám: 1000 Játékvezetők: Lemme, Ullrich (GER) |
| 2008. január 17. 18:15 | 8× 3× 1×     | Jegyzőkönyv | 8× 3×      | Stavanger Idrettshall, Stavanger Nézőszám: 1000 Játékvezetők: Lemme, Ullrich (GER) |

| 2008. január 17. 20:15 | Horvátország    | 32–27       | Lengyelország | Stavanger Idrettshall, Stavanger Nézőszám: 1000 Játékvezetők: Breto, Huelin (ESP) |
| 2008. január 17. 20:15 | Balić, Horvat 7 | (14–14)     | Jurasik 11    | Stavanger Idrettshall, Stavanger Nézőszám: 1000 Játékvezetők: Breto, Huelin (ESP) |
| 2008. január 17. 20:15 | 3× 2×           | Jegyzőkönyv | 7× 3× 1×      | Stavanger Idrettshall, Stavanger Nézőszám: 1000 Játékvezetők: Breto, Huelin (ESP) |

| 2008. január 18. 18:15 | Csehország | 26–30       | Horvátország | Stavanger Idrettshall, Stavanger Nézőszám: 1200 Játékvezetők: Vakula, Ljudovik (UKR) |
| 2008. január 18. 18:15 | Vítek 7    | (13–13)     | Balić 6      | Stavanger Idrettshall, Stavanger Nézőszám: 1200 Játékvezetők: Vakula, Ljudovik (UKR) |
| 2008. január 18. 18:15 | 10× 3× 1×  | Jegyzőkönyv | 4× 3×        | Stavanger Idrettshall, Stavanger Nézőszám: 1200 Játékvezetők: Vakula, Ljudovik (UKR) |

| 2008. január 18. 20:15 | Lengyelország | 33–27       | Szlovénia | Stavanger Idrettshall, Stavanger Nézőszám: 2655 Játékvezetők: Breto, Huelin (ESP) |
| 2008. január 18. 20:15 | Bielecki 9    | (23–14)     | Pajovič 7 | Stavanger Idrettshall, Stavanger Nézőszám: 2655 Játékvezetők: Breto, Huelin (ESP) |
| 2008. január 18. 20:15 | 7× 3× 1×      | Jegyzőkönyv | 6× 2×     | Stavanger Idrettshall, Stavanger Nézőszám: 2655 Játékvezetők: Breto, Huelin (ESP) |

| 2008. január 20. 15:15 | Lengyelország | 33–30       | Csehország | Stavanger Idrettshall, Stavanger Nézőszám: 2000 Játékvezetők: Bejenariu, Cirligeanu (ROU) |
| 2008. január 20. 15:15 | Bielecki 9    | (13–14)     | Nocar 7    | Stavanger Idrettshall, Stavanger Nézőszám: 2000 Játékvezetők: Bejenariu, Cirligeanu (ROU) |
| 2008. január 20. 15:15 | 5× 3×         | Jegyzőkönyv | 10× 3×     | Stavanger Idrettshall, Stavanger Nézőszám: 2000 Játékvezetők: Bejenariu, Cirligeanu (ROU) |

| 2008. január 20. 17:15 | Horvátország | 29–24       | Szlovénia | Stavanger Idrettshall, Stavanger Nézőszám: 2500 Játékvezetők: Bord, Buy (FRA) |
| 2008. január 20. 17:15 | Balić 7      | (16–15)     | Pajovič 7 | Stavanger Idrettshall, Stavanger Nézőszám: 2500 Játékvezetők: Bord, Buy (FRA) |
| 2008. január 20. 17:15 | 4× 2×        | Jegyzőkönyv | 3× 4×     | Stavanger Idrettshall, Stavanger Nézőszám: 2500 Játékvezetők: Bord, Buy (FRA) |

### B csoport
| Hely. | Csapat       | M | Gy | D | V | G+ | G– | Gk  | P | Továbbjutás |
| ----- | ------------ | - | -- | - | - | -- | -- | --- | - | ----------- |
| 1.    | Norvégia (R) | 3 | 3  | 0 | 0 | 86 | 69 | +17 | 6 | Középdöntő  |
| 2.    | Dánia        | 3 | 2  | 0 | 1 | 89 | 79 | +10 | 4 | Középdöntő  |
| 3.    | Montenegró   | 3 | 0  | 1 | 2 | 71 | 84 | −13 | 1 | Középdöntő  |
| 4.    | Oroszország  | 3 | 0  | 1 | 2 | 74 | 88 | −14 | 1 |             |

1. 1 2  Oroszország 25–25 Montenegró

| 2008. január 17. 19:15 | Dánia    | 26–27       | Norvégia  | Drammenshallen, Drammen Nézőszám: 4700 Játékvezetők: Vakula, Ljudovik (UKR) |
| 2008. január 17. 19:15 | Boesen 9 | (10–14)     | Tvedten 8 | Drammenshallen, Drammen Nézőszám: 4700 Játékvezetők: Vakula, Ljudovik (UKR) |
| 2008. január 17. 19:15 | 5× 3×    | Jegyzőkönyv | 6× 3×     | Drammenshallen, Drammen Nézőszám: 4700 Játékvezetők: Vakula, Ljudovik (UKR) |

| 2008. január 18. 18:15 | Norvégia | 32–21       | Oroszország | Drammenshallen, Drammen Nézőszám: 4650 Játékvezetők: Bord, Buy (FRA) |
| 2008. január 18. 18:15 | Hagen 9  | (15–10)     | Starykh 5   | Drammenshallen, Drammen Nézőszám: 4650 Játékvezetők: Bord, Buy (FRA) |
| 2008. január 18. 18:15 | 2× 3×    | Jegyzőkönyv | 5× 3×       | Drammenshallen, Drammen Nézőszám: 4650 Játékvezetők: Bord, Buy (FRA) |

| 2008. január 18. 20:15 | Montenegró  | 24–32       | Dánia           | Drammenshallen, Drammen Nézőszám: 2100 Játékvezetők: Bejenariu, Cirligeanu (ROU) |
| 2008. január 18. 20:15 | Muratović 9 | (9–18)      | három játékos 5 | Drammenshallen, Drammen Nézőszám: 2100 Játékvezetők: Bejenariu, Cirligeanu (ROU) |
| 2008. január 18. 20:15 | 5× 2×       | Jegyzőkönyv | 5× 3×           | Drammenshallen, Drammen Nézőszám: 2100 Játékvezetők: Bejenariu, Cirligeanu (ROU) |

| 2008. január 20. 17:15 | Dánia           | 31–28       | Oroszország | Drammenshallen, Drammen Nézőszám: 4500 Játékvezetők: Lemme, Ullrich (GER) |
| 2008. január 20. 17:15 | Christiansen 13 | (18–11)     | Koksharov 6 | Drammenshallen, Drammen Nézőszám: 4500 Játékvezetők: Lemme, Ullrich (GER) |
| 2008. január 20. 17:15 | 4× 3×           | Jegyzőkönyv | 6× 3× 1×    | Drammenshallen, Drammen Nézőszám: 4500 Játékvezetők: Lemme, Ullrich (GER) |

| 2008. január 20. 19:15 | Norvégia  | 27–22       | Montenegró  | Drammenshallen, Drammen Nézőszám: 4700 Játékvezetők: Breto, Huelin (ESP) |
| 2008. január 20. 19:15 | Tvedten 5 | (16–11)     | Muratović 8 | Drammenshallen, Drammen Nézőszám: 4700 Játékvezetők: Breto, Huelin (ESP) |
| 2008. január 20. 19:15 | 5× 3× 1×  | Jegyzőkönyv | 7× 3× 1×    | Drammenshallen, Drammen Nézőszám: 4700 Játékvezetők: Breto, Huelin (ESP) |

### C csoport
| Hely. | Csapat           | M | Gy | D | V | G+ | G–  | Gk  | P | Továbbjutás |
| ----- | ---------------- | - | -- | - | - | -- | --- | --- | - | ----------- |
| 1.    | Magyarország     | 3 | 2  | 0 | 1 | 90 | 82  | +8  | 4 | Középdöntő  |
| 2.    | Spanyolország    | 3 | 2  | 0 | 1 | 94 | 88  | +6  | 4 | Középdöntő  |
| 3.    | Németország      | 3 | 2  | 0 | 1 | 84 | 80  | +4  | 4 | Középdöntő  |
| 4.    | Fehéroroszország | 3 | 0  | 0 | 3 | 83 | 101 | −18 | 0 |             |

1. 1 2 3  Magyarország 2 Pont, +3 Gk; Spanyolország 2 Pont, +1 Gk; Németország 2 Pont, –4 Gk

| 2008. január 17. 17:15 | Németország | 34–26       | Fehéroroszország | Haukelandshallen, Bergen Nézőszám: 2110 Játékvezetők: Abrahamsen, Kristiansen (NOR) |
| 2008. január 17. 17:15 | Baur 7      | (16–13)     | Pukhouski 10     | Haukelandshallen, Bergen Nézőszám: 2110 Játékvezetők: Abrahamsen, Kristiansen (NOR) |
| 2008. január 17. 17:15 | 4× 3×       | Jegyzőkönyv | 6× 3×            | Haukelandshallen, Bergen Nézőszám: 2110 Játékvezetők: Abrahamsen, Kristiansen (NOR) |

| 2008. január 17. 19:15 | Spanyolország | 28–35       | Magyarország  | Haukelandshallen, Bergen Nézőszám: 2130 Játékvezetők: Baum, Góralczyk (POL) |
| 2008. január 17. 19:15 | Garabaya 8    | (12–14)     | Ilyés, Nagy 7 | Haukelandshallen, Bergen Nézőszám: 2130 Játékvezetők: Baum, Góralczyk (POL) |
| 2008. január 17. 19:15 | 1× 3×         | Jegyzőkönyv | 3× 3×         | Haukelandshallen, Bergen Nézőszám: 2130 Játékvezetők: Baum, Góralczyk (POL) |

| 2008. január 19. 18:10 | Magyarország    | 24–28       | Németország    | Haukelandshallen, Bergen Nézőszám: 2340 Játékvezetők: Višekruna, Stanojević (SRB) |
| 2008. január 19. 18:10 | három játékos 4 | (12–13)     | Baur, Jansen 5 | Haukelandshallen, Bergen Nézőszám: 2340 Játékvezetők: Višekruna, Stanojević (SRB) |
| 2008. január 19. 18:10 | 3× 3×           | Jegyzőkönyv | 2× 3×          | Haukelandshallen, Bergen Nézőszám: 2340 Játékvezetők: Višekruna, Stanojević (SRB) |

| 2008. január 19. 20:15 | Fehéroroszország | 31–36       | Spanyolország | Haukelandshallen, Bergen Nézőszám: 2340 Játékvezetők: Olesen, Pedersen (DEN) |
| 2008. január 19. 20:15 | Pukhouski 8      | (15–18)     | Rocas 11      | Haukelandshallen, Bergen Nézőszám: 2340 Játékvezetők: Olesen, Pedersen (DEN) |
| 2008. január 19. 20:15 | 4× 3× 1×         | Jegyzőkönyv | 5× 3×         | Haukelandshallen, Bergen Nézőszám: 2340 Játékvezetők: Olesen, Pedersen (DEN) |

| 2008. január 20. 16:30 | Spanyolország | 30–22       | Németország     | Haukelandshallen, Bergen Nézőszám: 3238 Játékvezetők: Poladenko, Chernega (RUS) |
| 2008. január 20. 16:30 | García 8      | (12–12)     | három játékos 4 | Haukelandshallen, Bergen Nézőszám: 3238 Játékvezetők: Poladenko, Chernega (RUS) |
| 2008. január 20. 16:30 | 1× 3×         | Jegyzőkönyv | 3× 3×           | Haukelandshallen, Bergen Nézőszám: 3238 Játékvezetők: Poladenko, Chernega (RUS) |

| 2008. január 20. 18:30 | Magyarország        | 31–26       | Fehéroroszország | Haukelandshallen, Bergen Nézőszám: 3238 Játékvezetők: Reisinger, Kaschütz (AUT) |
| 2008. január 20. 18:30 | Iváncsik G., Nagy 9 | (18–16)     | Kurchev 7        | Haukelandshallen, Bergen Nézőszám: 3238 Játékvezetők: Reisinger, Kaschütz (AUT) |
| 2008. január 20. 18:30 | 3× 3×               | Jegyzőkönyv | 4× 2×            | Haukelandshallen, Bergen Nézőszám: 3238 Játékvezetők: Reisinger, Kaschütz (AUT) |

### D csoport
| Hely. | Csapat        | M | Gy | D | V | G+ | G–  | Gk  | P | Továbbjutás |
| ----- | ------------- | - | -- | - | - | -- | --- | --- | - | ----------- |
| 1.    | Franciaország | 3 | 3  | 0 | 0 | 90 | 76  | +14 | 6 | Középdöntő  |
| 2.    | Svédország    | 3 | 2  | 0 | 1 | 89 | 72  | +17 | 4 | Középdöntő  |
| 3.    | Izland        | 3 | 1  | 0 | 2 | 68 | 76  | −8  | 2 | Középdöntő  |
| 4.    | Szlovákia     | 3 | 0  | 0 | 3 | 78 | 101 | −23 | 0 |             |

| 2008. január 17. 18:15 | Szlovákia | 32–31       | Franciaország | Trondheim Spektrum, Trondheim Nézőszám: 2585 Játékvezetők: Višekruna, Stanojević (SRB) |
| 2008. január 17. 18:15 | Girault 6 | (20–18)     | Šulc 10       | Trondheim Spektrum, Trondheim Nézőszám: 2585 Játékvezetők: Višekruna, Stanojević (SRB) |
| 2008. január 17. 18:15 | 4× 3×     | Jegyzőkönyv | 6× 3×         | Trondheim Spektrum, Trondheim Nézőszám: 2585 Játékvezetők: Višekruna, Stanojević (SRB) |

| 2008. január 17. 20:15 | Izland                      | 19–24       | Svédország | Trondheim Spektrum, Trondheim Nézőszám: 2930 Játékvezetők: Olesen, Pedersen (DEN) |
| 2008. január 17. 20:15 | G. Sigurðsson, Stefánsson 4 | (9–11)      | Jurasik 11 | Trondheim Spektrum, Trondheim Nézőszám: 2930 Játékvezetők: Olesen, Pedersen (DEN) |
| 2008. január 17. 20:15 | 2× 3×                       | Jegyzőkönyv | 7× 3×      | Trondheim Spektrum, Trondheim Nézőszám: 2930 Játékvezetők: Olesen, Pedersen (DEN) |

| 2008. január 19. 18:15 | Szlovákia | 22–28       | Izland          | Trondheim Spektrum, Trondheim Nézőszám: 3410 Játékvezetők: Reisinger, Kaschütz (AUT) |
| 2008. január 19. 18:15 | Kozlov 7  | (5–16)      | G. Sigurðsson 7 | Trondheim Spektrum, Trondheim Nézőszám: 3410 Játékvezetők: Reisinger, Kaschütz (AUT) |
| 2008. január 19. 18:15 | 7× 3×     | Jegyzőkönyv | 6× 2×           | Trondheim Spektrum, Trondheim Nézőszám: 3410 Játékvezetők: Reisinger, Kaschütz (AUT) |

| 2008. január 19. 20:15 | Svédország      | 24–28       | Franciaország   | Trondheim Spektrum, Trondheim Nézőszám: 3640 Játékvezetők: Poladenko, Chernega (RUS) |
| 2008. január 19. 20:15 | három játékos 4 | (13–18)     | három játékos 5 | Trondheim Spektrum, Trondheim Nézőszám: 3640 Játékvezetők: Poladenko, Chernega (RUS) |
| 2008. január 19. 20:15 | 2× 4×           | Jegyzőkönyv | 3× 2×           | Trondheim Spektrum, Trondheim Nézőszám: 3640 Játékvezetők: Poladenko, Chernega (RUS) |

| 2008. január 20. 16:15 | Szlovákia       | 25–41       | Svédország  | Trondheim Spektrum, Trondheim Nézőszám: 1870 Játékvezetők: Abrahamsen, Kristiansen (NOR) |
| 2008. január 20. 16:15 | Dudáš, Mikéci 4 | (12–20)     | Andersson 8 | Trondheim Spektrum, Trondheim Nézőszám: 1870 Játékvezetők: Abrahamsen, Kristiansen (NOR) |
| 2008. január 20. 16:15 | 4× 3×           | Jegyzőkönyv | 3× 3×       | Trondheim Spektrum, Trondheim Nézőszám: 1870 Játékvezetők: Abrahamsen, Kristiansen (NOR) |

| 2008. január 20. 18:15 | Franciaország | 30–21       | Izland      | Trondheim Spektrum, Trondheim Nézőszám: 2335 Játékvezetők: Baum, Góralczyk (POL) |
| 2008. január 20. 18:15 | Karabatić 10  | (17–8)      | Petersson 5 | Trondheim Spektrum, Trondheim Nézőszám: 2335 Játékvezetők: Baum, Góralczyk (POL) |
| 2008. január 20. 18:15 | 4× 3× 1×      | Jegyzőkönyv | 2× 3×       | Trondheim Spektrum, Trondheim Nézőszám: 2335 Játékvezetők: Baum, Góralczyk (POL) |

## Középdöntő
A középdöntő mérkőzéseit január 22. és 24. között rendezték, Stavangerben (1. csoport) és Trondheimben (2. csoport).
Az A- és B- csoportból az első három csapat jutott az 1. középdöntőcsoportba, a C- és D- csoportból az első három csapat pedig a 2. középdöntőcsoportba úgy, hogy az egymás ellen elért eredményeik beszámították a középdöntőcsoport sorrendjébe.
Innen a csoportok első két helyezettjei kerültek az elődöntőbe, a két csoportharmadik pedig egymás ellen játszva döntötte el az ötödik hely sorsát.

### 1. csoport
| Hely. | Csapat        | M | Gy | D | V | G+  | G–  | Gk  | P | Továbbjutás |
| ----- | ------------- | - | -- | - | - | --- | --- | --- | - | ----------- |
| 1.    | Dánia         | 5 | 4  | 0 | 1 | 152 | 120 | +32 | 8 | Elődöntők   |
| 2.    | Horvátország  | 5 | 3  | 1 | 1 | 138 | 130 | +8  | 7 | Elődöntők   |
| 3.    | Norvégia (R)  | 5 | 2  | 2 | 1 | 130 | 128 | +2  | 6 | 5. helyért  |
| 4.    | Lengyelország | 5 | 2  | 1 | 2 | 149 | 142 | +7  | 5 |             |
| 5.    | Szlovénia     | 5 | 2  | 0 | 3 | 138 | 148 | −10 | 4 |             |
| 6.    | Montenegró    | 5 | 0  | 0 | 5 | 124 | 163 | −39 | 0 |             |

| 2008. január 22. 18:15 | Horvátország | 20–30       | Dánia      | Stavanger Idrettshall, Stavanger Nézőszám: 4601 Játékvezetők: Lemme, Ullrich (GER) |
| 2008. január 22. 18:15 | Horvat 5     | (9–15)      | Lindberg 7 | Stavanger Idrettshall, Stavanger Nézőszám: 4601 Játékvezetők: Lemme, Ullrich (GER) |
| 2008. január 22. 18:15 | 3× 3×        | Jegyzőkönyv | 5× 3× 1×   | Stavanger Idrettshall, Stavanger Nézőszám: 4601 Játékvezetők: Lemme, Ullrich (GER) |

| 2008. január 22. 20:15 | Lengyelország | 24–24       | Norvégia | Stavanger Idrettshall, Stavanger Nézőszám: 7000 Játékvezetők: Bord, Buy (FRA) |
| 2008. január 22. 20:15 | Lijewski 8    | (12–13)     | Strand 9 | Stavanger Idrettshall, Stavanger Nézőszám: 7000 Játékvezetők: Bord, Buy (FRA) |
| 2008. január 22. 20:15 | 7× 4× 2×      | Jegyzőkönyv | 9× 3× 2× | Stavanger Idrettshall, Stavanger Nézőszám: 7000 Játékvezetők: Bord, Buy (FRA) |

| 2008. január 23. 16:15 | Horvátország | 34–26       | Montenegró | Stavanger Idrettshall, Stavanger Nézőszám: 2745 Játékvezetők: Breto, Huelin (ESP) |
| 2008. január 23. 16:15 | Vori 9       | (12–13)     | Kapisoda 7 | Stavanger Idrettshall, Stavanger Nézőszám: 2745 Játékvezetők: Breto, Huelin (ESP) |
| 2008. január 23. 16:15 | 1× 2×        | Jegyzőkönyv | 2× 3×      | Stavanger Idrettshall, Stavanger Nézőszám: 2745 Játékvezetők: Breto, Huelin (ESP) |

| 2008. január 23. 18:15 | Lengyelország | 26–36       | Dánia    | Stavanger Idrettshall, Stavanger Nézőszám: 4757 Játékvezetők: Vakula, Ljudovik (UKR) |
| 2008. január 23. 18:15 | Jurasik 7     | (13–17)     | Boesen 8 | Stavanger Idrettshall, Stavanger Nézőszám: 4757 Játékvezetők: Vakula, Ljudovik (UKR) |
| 2008. január 23. 18:15 | 5× 3×         | Jegyzőkönyv | 5× 3×    | Stavanger Idrettshall, Stavanger Nézőszám: 4757 Játékvezetők: Vakula, Ljudovik (UKR) |

| 2008. január 23. 20:15 | Szlovénia | 33–29       | Norvégia         | Stavanger Idrettshall, Stavanger Nézőszám: 6869 Játékvezetők: Bejenariu, Cirligeanu (ROU) |
| 2008. január 23. 20:15 | Natek 9   | (14–13)     | Kjelling, Loke 7 | Stavanger Idrettshall, Stavanger Nézőszám: 6869 Játékvezetők: Bejenariu, Cirligeanu (ROU) |
| 2008. január 23. 20:15 | 6× 3×     | Jegyzőkönyv | 3× 3×            | Stavanger Idrettshall, Stavanger Nézőszám: 6869 Játékvezetők: Bejenariu, Cirligeanu (ROU) |

| 2008. január 24. 16:15 | Lengyelország | 39–23       | Montenegró | Stavanger Idrettshall, Stavanger Nézőszám: 2309 Játékvezetők: Canbro, Claesson (SWE) |
| 2008. január 24. 16:15 | Jachlewski 6  | (19–13)     | Kapisoda 6 | Stavanger Idrettshall, Stavanger Nézőszám: 2309 Játékvezetők: Canbro, Claesson (SWE) |
| 2008. január 24. 16:15 | 4× 3×         | Jegyzőkönyv | 3× 3×      | Stavanger Idrettshall, Stavanger Nézőszám: 2309 Játékvezetők: Canbro, Claesson (SWE) |

| 2008. január 24. 18:15 | Szlovénia | 23–28       | Dánia          | Stavanger Idrettshall, Stavanger Nézőszám: 6412 Játékvezetők: Lemme, Ullrich (GER) |
| 2008. január 24. 18:15 | Natek 5   | (11–15)     | Christiansen 8 | Stavanger Idrettshall, Stavanger Nézőszám: 6412 Játékvezetők: Lemme, Ullrich (GER) |
| 2008. január 24. 18:15 | 4× 4×     | Jegyzőkönyv | 3× 2×          | Stavanger Idrettshall, Stavanger Nézőszám: 6412 Játékvezetők: Lemme, Ullrich (GER) |

| 2008. január 24. 20:15 | Norvégia | 23–23       | Horvátország    | Stavanger Idrettshall, Stavanger Nézőszám: 7000 Játékvezetők: Breto, Huelin (ESP) |
| 2008. január 24. 20:15 | Balić 9  | (10–11)     | három játékos 5 | Stavanger Idrettshall, Stavanger Nézőszám: 7000 Játékvezetők: Breto, Huelin (ESP) |
| 2008. január 24. 20:15 | 5× 4×    | Jegyzőkönyv | 2× 4×           | Stavanger Idrettshall, Stavanger Nézőszám: 7000 Játékvezetők: Breto, Huelin (ESP) |

### 2. csoport
| Hely. | Csapat        | M | Gy | D | V | G+  | G–  | Gk  | P | Továbbjutás |
| ----- | ------------- | - | -- | - | - | --- | --- | --- | - | ----------- |
| 1.    | Franciaország | 5 | 4  | 0 | 1 | 140 | 126 | +14 | 8 | Elődöntők   |
| 2.    | Németország   | 5 | 3  | 0 | 2 | 139 | 136 | +3  | 6 | Elődöntők   |
| 3.    | Svédország    | 5 | 2  | 1 | 2 | 131 | 131 | 0   | 5 | 5. helyért  |
| 4.    | Magyarország  | 5 | 2  | 1 | 2 | 145 | 147 | −2  | 5 |             |
| 5.    | Spanyolország | 5 | 2  | 0 | 3 | 144 | 138 | +6  | 4 |             |
| 6.    | Izland        | 5 | 1  | 0 | 4 | 129 | 150 | −21 | 2 |             |

1. 1 2  Svédország 27–27 Magyarország

| 2008. január 22. 16:20 | Németország | 35–27       | Izland       | Trondheim Spektrum, Trondheim Nézőszám: 1380 Játékvezetők: Abrahamsen, Kristiansen (NOR) |
| 2008. január 22. 16:20 | Glandorf 9  | (17–12)     | Stefánsson 8 | Trondheim Spektrum, Trondheim Nézőszám: 1380 Játékvezetők: Abrahamsen, Kristiansen (NOR) |
| 2008. január 22. 16:20 | 4× 3×       | Jegyzőkönyv | 4× 3×        | Trondheim Spektrum, Trondheim Nézőszám: 1380 Játékvezetők: Abrahamsen, Kristiansen (NOR) |

| 2008. január 22. 18:30 | Spanyolország   | 27–28       | Franciaország | Trondheim Spektrum, Trondheim Nézőszám: 1890 Játékvezetők: Olesen, Pedersen (DEN) |
| 2008. január 22. 18:30 | három játékos 5 | (15–15)     | Narcisse 7    | Trondheim Spektrum, Trondheim Nézőszám: 1890 Játékvezetők: Olesen, Pedersen (DEN) |
| 2008. január 22. 18:30 | 2× 2×           | Jegyzőkönyv | 3× 3×         | Trondheim Spektrum, Trondheim Nézőszám: 1890 Játékvezetők: Olesen, Pedersen (DEN) |

| 2008. január 22. 20:30 | Magyarország  | 27–27       | Svédország | Trondheim Spektrum, Trondheim Nézőszám: 1103 Játékvezetők: Višekruna, Stanojević (SRB) |
| 2008. január 22. 20:30 | Iváncsik G. 8 | (16–14)     | Ahlm 8     | Trondheim Spektrum, Trondheim Nézőszám: 1103 Játékvezetők: Višekruna, Stanojević (SRB) |
| 2008. január 22. 20:30 | 3× 3×         | Jegyzőkönyv | 5× 3×      | Trondheim Spektrum, Trondheim Nézőszám: 1103 Játékvezetők: Višekruna, Stanojević (SRB) |

| 2008. január 23. 16:15 | Spanyolország | 26–27       | Svédország | Trondheim Spektrum, Trondheim Nézőszám: 2730 Játékvezetők: Baum, Góralczyk (POL) |
| 2008. január 23. 16:15 | García 8      | (14–13)     | Källman 8  | Trondheim Spektrum, Trondheim Nézőszám: 2730 Játékvezetők: Baum, Góralczyk (POL) |
| 2008. január 23. 16:15 | 5× 3×         | Jegyzőkönyv | 5× 3×      | Trondheim Spektrum, Trondheim Nézőszám: 2730 Játékvezetők: Baum, Góralczyk (POL) |

| 2008. január 23. 18:15 | Németország | 23–26       | Franciaország | Trondheim Spektrum, Trondheim Nézőszám: 2945 Játékvezetők: Poladenko, Chernega (RUS) |
| 2008. január 23. 18:15 | Kraus 6     | (10–11)     | Karabatić 8   | Trondheim Spektrum, Trondheim Nézőszám: 2945 Játékvezetők: Poladenko, Chernega (RUS) |
| 2008. január 23. 18:15 | 5× 3× 1×    | Jegyzőkönyv | 2× 4×         | Trondheim Spektrum, Trondheim Nézőszám: 2945 Játékvezetők: Poladenko, Chernega (RUS) |

| 2008. január 23. 20:15 | Magyarország | 28–36       | Izland        | Trondheim Spektrum, Trondheim Nézőszám: 1012 Játékvezetők: Reisinger, Kaschütz (AUT) |
| 2008. január 23. 20:15 | Mocsai 6     | (16–16)     | Guðjónsson 11 | Trondheim Spektrum, Trondheim Nézőszám: 1012 Játékvezetők: Reisinger, Kaschütz (AUT) |
| 2008. január 23. 20:15 | 4× 3×        | Jegyzőkönyv | 3× 3× 1×      | Trondheim Spektrum, Trondheim Nézőszám: 1012 Játékvezetők: Reisinger, Kaschütz (AUT) |

| 2008. január 24. 15:20 | Spanyolország | 33–26       | Izland                      | Trondheim Spektrum, Trondheim Nézőszám: 2280 Játékvezetők: Olesen, Pedersen (DEN) |
| 2008. január 24. 15:20 | García 9      | (18–15)     | Guðjónsson, G. Sigurðsson 7 | Trondheim Spektrum, Trondheim Nézőszám: 2280 Játékvezetők: Olesen, Pedersen (DEN) |
| 2008. január 24. 15:20 | 4× 3×         | Jegyzőkönyv | 4× 2× 1×                    | Trondheim Spektrum, Trondheim Nézőszám: 2280 Játékvezetők: Olesen, Pedersen (DEN) |

| 2008. január 24. 17:20 | Magyarország | 31–28       | Franciaország | Trondheim Spektrum, Trondheim Nézőszám: 2360 Játékvezetők: Abrahamsen, Kristiansen (NOR) |
| 2008. január 24. 17:20 | Ilyés 9      | (15–11)     | Guilbert 6    | Trondheim Spektrum, Trondheim Nézőszám: 2360 Játékvezetők: Abrahamsen, Kristiansen (NOR) |
| 2008. január 24. 17:20 | 5× 3×        | Jegyzőkönyv | 3× 3×         | Trondheim Spektrum, Trondheim Nézőszám: 2360 Játékvezetők: Abrahamsen, Kristiansen (NOR) |

| 2008. január 24. 19:20 | Németország      | 31–29       | Svédország  | Trondheim Spektrum, Trondheim Nézőszám: 2915 Játékvezetők: Višekruna, Stanojević (SRB) |
| 2008. január 24. 19:20 | Glandorf, Hens 7 | (16–18)     | Andersson 9 | Trondheim Spektrum, Trondheim Nézőszám: 2915 Játékvezetők: Višekruna, Stanojević (SRB) |
| 2008. január 24. 19:20 | 5× 3×            | Jegyzőkönyv | 3× 3×       | Trondheim Spektrum, Trondheim Nézőszám: 2915 Játékvezetők: Višekruna, Stanojević (SRB) |

## Egyenes kieséses szakasz
A mérkőzéseket Lillehammerben játszották le.
Az első három csapat közvetlen kvalifikációt szerzett a 2009-es világbajnokságra. Mivel Németország és Horvátország már korábban biztosította részvételét a 2009-es vébén, ezért itt franciák és a dánok mellett az 5. helyért folyó csata győztese is a világbajnokság főtáblájára került.

### Ágrajz
|  |               |               |              |               |    |       |       |       |
|  | Elődöntők     | Elődöntők     | Elődöntők    |               |    | Döntő | Döntő | Döntő |
|  | Elődöntők     | Elődöntők     | Elődöntők    |               |    | Döntő | Döntő | Döntő |
|  | január 26.    |               |              |               |    |       |       |       |
|  |               |               |              |               |    |       |       |       |
|  | Dánia         | Dánia         | 26           |               |    |       |       |       |
|  | Dánia         | Dánia         | 26           | január 27.    |    |       |       |       |
|  | Németország   | Németország   | 25           |               |    |       |       |       |
|  | Németország   | Németország   | 25           |               |    | Dánia | Dánia | 24    |
|  | január 26.    |               |              |               |    | Dánia | Dánia | 24    |
|  |               |               | Horvátország | Horvátország  | 20 |       |       |       |
|  | Horvátország  | Horvátország  | Horvátország | Horvátország  | 20 | 24    |       |       |
|  | Horvátország  | Horvátország  |              |               |    |       |       |       |
|  | Franciaország | Franciaország | 23           |               |    |       |       |       |
|  | Franciaország | Franciaország | 23           | Bronzmérkőzés |    |       |       |       |
|  |               |               |              |               |    |       |       |       |
|  | január 27.    |               |              |               |    |       |       |       |
|  |               |               |              |               |    |       |       |       |
|  | Németország   | Németország   | 26           |               |    |       |       |       |
|  | Németország   | Németország   | 26           |               |    |       |       |       |
|  | Franciaország | Franciaország | 36           |               |    |       |       |       |
|  | Franciaország | Franciaország | 36           |               |    |       |       |       |

### Elődöntők
| 2008. január 26. 15:30 | Horvátország | 24–23       | Franciaország     | Håkons Hall, Lillehammer Nézőszám: 6012 Játékvezetők: Baum, Góralczyk (POL) |
| 2008. január 26. 15:30 | Metličić 6   | (11–9)      | Abalo, Narcisse 7 | Håkons Hall, Lillehammer Nézőszám: 6012 Játékvezetők: Baum, Góralczyk (POL) |
| 2008. január 26. 15:30 | 1× 4×        | Jegyzőkönyv | 2× 4×             | Håkons Hall, Lillehammer Nézőszám: 6012 Játékvezetők: Baum, Góralczyk (POL) |

| 2008. január 26. 18:00 | Dánia          | 26–25       | Németország | Håkons Hall, Lillehammer Nézőszám: 6012 Játékvezetők: Poladenko, Chernega (RUS) |
| 2008. január 26. 18:00 | Christiansen 6 | (10–13)     | Kehrmann 6  | Håkons Hall, Lillehammer Nézőszám: 6012 Játékvezetők: Poladenko, Chernega (RUS) |
| 2008. január 26. 18:00 | 2× 3×          | Jegyzőkönyv | 4× 3×       | Håkons Hall, Lillehammer Nézőszám: 6012 Játékvezetők: Poladenko, Chernega (RUS) |

### Az 5. helyért
| 2008. január 26. 13:00 | Norvégia  | 34–36 (h. u.)         | Svédország         | Håkons Hall, Lillehammer Nézőszám: 5840 Játékvezetők: Lemme, Ullrich (GER) |
| 2008. január 26. 13:00 | Strand 10 | (13–15, 26–26, 30–30) | Boquist, Källman 7 | Håkons Hall, Lillehammer Nézőszám: 5840 Játékvezetők: Lemme, Ullrich (GER) |
| 2008. január 26. 13:00 | 3× 3×     | Jegyzőkönyv           | 4× 3×              | Håkons Hall, Lillehammer Nézőszám: 5840 Játékvezetők: Lemme, Ullrich (GER) |

### Bronzmérkőzés
| 2008. január 27. 13:30 | Németország | 26–36       | Franciaország | Håkons Hall, Lillehammer Nézőszám: 7940 Játékvezetők: Vakula, Liudovyk (UKR) |
| 2008. január 27. 13:30 | Jansen 7    | (9–18)      | Girault 8     | Håkons Hall, Lillehammer Nézőszám: 7940 Játékvezetők: Vakula, Liudovyk (UKR) |
| 2008. január 27. 13:30 | 4× 3×       | Jegyzőkönyv | 3× 3×         | Håkons Hall, Lillehammer Nézőszám: 7940 Játékvezetők: Vakula, Liudovyk (UKR) |

### Döntő
| 2008. január 27. 17:30 | Dánia                  | 24–20       | Horvátország | Håkons Hall, Lillehammer Nézőszám: 9052 Játékvezetők: Breto, Huelin (ESP) |
| 2008. január 27. 17:30 | Boesen, Christiansen 7 | (13–10)     | Metličić 5   | Håkons Hall, Lillehammer Nézőszám: 9052 Játékvezetők: Breto, Huelin (ESP) |
| 2008. január 27. 17:30 | 5× 2×                  | Jegyzőkönyv | 6× 4× 1×     | Håkons Hall, Lillehammer Nézőszám: 9052 Játékvezetők: Breto, Huelin (ESP) |

| A 2008-as férfi kézilabda-Európa-bajnokság győztese |
| --- |
| · Dánia · 1. cím |
| Kasper Hvidt, Mikkel Holm Aagaard, Lasse Boesen, Lars T. Jørgensen, Jesper Jensen, Lars Rasmussen, Lars Christiansen, Lars Møller Madsen, Peter Henriksen, Bo Spellerberg, Michael V. Knudsen, Jesper Nøddesbo, Lars Krogh Jeppesen, Kasper Søndergaard, Joachim Boldsen, Hans Lindberg és Kasper Nielsen. Vezetőedző: Ulrik Wilbek. |

## Végeredmény
| Hely. | Csapat           | M | Gy | D | V | G+  | G–  | Gk  | P  |
| ----- | ---------------- | - | -- | - | - | --- | --- | --- | -- |
|       | Dánia            | 8 | 7  | 0 | 1 | 233 | 193 | +40 | 14 |
|       | Horvátország     | 8 | 5  | 1 | 2 | 212 | 203 | +9  | 11 |
|       | Franciaország    | 8 | 6  | 0 | 2 | 231 | 207 | +24 | 12 |
| 4.    | Németország      | 8 | 4  | 0 | 4 | 224 | 224 | 0   | 8  |
|       |                  |   |    |   |   |     |     |     |    |
| 5.    | Svédország       | 7 | 4  | 1 | 2 | 208 | 190 | +18 | 9  |
| 6.    | Norvégia (R)     | 7 | 3  | 2 | 2 | 196 | 185 | +11 | 8  |
| 7.    | Lengyelország    | 6 | 3  | 1 | 2 | 182 | 172 | +10 | 7  |
| 8.    | Magyarország     | 6 | 3  | 1 | 2 | 176 | 173 | +3  | 7  |
| 9.    | Spanyolország    | 6 | 3  | 0 | 3 | 180 | 169 | +11 | 6  |
| 10.   | Szlovénia        | 6 | 3  | 0 | 3 | 172 | 180 | −8  | 6  |
| 11.   | Izland           | 6 | 2  | 0 | 4 | 157 | 172 | −15 | 4  |
| 12.   | Montenegró       | 6 | 0  | 1 | 5 | 149 | 188 | −39 | 1  |
|       |                  |   |    |   |   |     |     |     |    |
| 13.   | Oroszország      | 3 | 0  | 1 | 2 | 74  | 88  | −14 | 1  |
| 14.   | Csehország       | 3 | 0  | 0 | 3 | 88  | 97  | −9  | 0  |
| 15.   | Fehéroroszország | 3 | 0  | 0 | 3 | 83  | 101 | −18 | 0  |
| 16.   | Szlovákia        | 3 | 0  | 0 | 3 | 78  | 101 | −23 | 0  |

## Góllövőlista
| Hely | Név                     | Ország        | Mérkőzés | Gól | Lövés | % Százalék | Ø Gól/mérkőzés |
| ---- | ----------------------- | ------------- | -------- | --- | ----- | ---------- | -------------- |
| 1    | Lars Christiansen       | Dánia         | 7        | 44  | 58    | 76         | 6,3            |
| 2    | Ivano Balić             | Horvátország  | 8        | 44  | 84    | 52         | 5,5            |
| 3    | Nikola Karabatić        | Franciaország | 8        | 44  | 89    | 49         | 5,5            |
| 4    | Daniel Narcisse         | Franciaország | 8        | 43  | 72    | 60         | 5,4            |
| 5    | Lasse Boesen            | Dánia         | 8        | 41  | 76    | 54         | 5,1            |
| 6    | Kim Andersson           | Svédország    | 7        | 41  | 78    | 53         | 5,9            |
| 7    | Aleš Pajovič            | Szlovénia     | 6        | 39  | 70    | 56         | 6,5            |
| 8    | Karol Bielecki          | Lengyelország | 6        | 37  | 62    | 60         | 6,2            |
| 9    | Holger Glandorf         | Németország   | 8        | 36  | 72    | 50         | 4,5            |
| 10   | Guðjón Valur Sigurðsson | Izland        | 6        | 34  | 63    | 54         | 5,7            |
| 11   | Alen Muratović          | Montenegró    | 6        | 33  | 60    | 55         | 5,5            |
| 12   | Frode Hagen             | Norvégia      | 7        | 33  | 69    | 48         | 4,7            |
| 13   | Florian Kehrmann        | Németország   | 7        | 32  | 48    | 67         | 4,6            |
| 14   | Martin Boquist          | Svédország    | 7        | 31  | 51    | 61         | 4,4            |
| 15   | Luc Abalo               | Franciaország | 8        | 31  | 55    | 56         | 3,9            |
| 16   | Petar Metličić          | Horvátország  | 8        | 31  | 62    | 50         | 3,9            |
| 17   | Pascal Hens             | Németország   | 8        | 31  | 74    | 42         | 3,9            |
| 18   | Olivier Girault         | Franciaország | 8        | 30  | 44    | 68         | 3,8            |
| 19   | Michael V. Knudsen      | Dánia         | 8        | 28  | 40    | 70         | 3,5            |
| 20   | Juanín García           | Spanyolország | 6        | 28  | 43    | 65         | 4,7            |

## All-star csapat
| Poszt      | Játékos           |
| ---------- | ----------------- |
| Kapus      | Kasper Hvidt      |
| Jobbszélső | Florian Kehrmann  |
| Jobbátlövő | Kim Andersson     |
| Balátlövő  | Daniel Narcisse   |
| Balszélső  | Lars Christiansen |
| Beálló     | Frank Løke        |
| Irányító   | Ivano Balić       |

- Legjobb védekező játékos:  Igor Vori
- MVP - legértékesebb játékos:  Nikola Karabatić